# Washington F. Willcox
Washington Frederick Willcox, född 22 augusti 1834 i Killingworth i Connecticut, död 8 mars 1909 i Chester i Connecticut, var en amerikansk politiker (demokrat). Han var ledamot av USA:s representanthus 1889–1893.
Willcox efterträdde 1889 Carlos French i representanthuset och efterträddes 1893 av James P. Pigott.
Willcox är begravd på Fountain Hill Cemetery i Deep River i Connecticut.